# بواسی، ان
بواسی (به فرانسوی: Boissey) یک کمون در فرانسه است که در ان (اوورنی-رون-آلپ) واقع شده‌است. بواسی ۹٫۰۵ کیلومتر مربع مساحت دارد ۲۰۰ متر بالاتر از سطح دریا واقع شده‌است.